# Tim Knipping
Tim Knipping (Kassel, 24 novembre 1992) è un calciatore tedesco, difensore svincolato.

## Caratteristiche tecniche
È un difensore centrale.

## Carriera
Ha giocato nella seconda divisione tedesca.

## Palmarès

### Club

#### Competizioni nazionali
- 3. Liga: 1

Dinamo Dresda: 2020-2021